# Філарет (Вахромєєв)
Митрополи́т Філаре́т (біл. Мітрапаліт Філарэт;  — Кири́ло Варфоломійович Вахромєєв, біл. Кірыл Варфаламеевіч Вахрамееў; 21 березня 1935, Москва — 12 січня 2021, Мінськ) — єпископ Російської православної церкви на покої, почесний Патріарший екзарх всієї Білорусі. Герой Білорусі.
31 січня 1990 — 25 грудня 2013 — предстоятель Білоруської православної церкви.

## Життєпис
Вахромєєви — купецький рід Ярославля.
Прадід — Іван Олександрович (1843—1908) — заснував у 1909 році міську біржу, першим головою якої став його родич Микола Миколайович Вахромєєв. Дід — Олександр Іванович (1875—1921) — був міським головою.
До 300-річчя дому Романових купцям Вахромєєвим у 1913 році було надано дворянство, після чого вони переїхали в Москву.
Батько — Варфоломій Олександрович Вахромєєв (1904—1984), викладач Академічного музичного училища при Московській консерваторії, давав приватні уроки. У числі його учнів були діти з родин радянської номенклатури. До 80-річчя за складання ''Підручника церковного співу для духовних шкіл'' Варфоломія Вахромєєва було нагороджено орденом святого рівноапостольного князя Володимира II ступеня. Мати Олександра Федорівна Вахромєєва (до шлюбу Смирнова) (1902—1981) і старша сестра Ольга (1925—1997) теж були педагогами московських музичних шкіл.
1953 — закінчив середню школу і паралельно хорове відділення дитячої музичної школи, де директором був його батько.
1953—1957 — вихованець Московської духовної семінарії (Загорськ).
1954—1961 — послух іподиякона.
1957—1961 — навчався у Московській духовній академії.
3 квітня 1959 — пострижений в чернецтво з іменем Філарет (на честь Філарета Милостивого).
26 квітня 1959 — у Москві був рукопокладений в ієродиякони.
1961 — після закінчення духовної академії зі ступенем кандидата богослов'я, залишений при Академії як професорський стипендіат із дорученням читання лекцій з історії і аналізу західних сповідувань на ІІІ курсі Академії, пізніше було доручене викладання гомілетики в Академії та Семінарії.
14 грудня 1961 — рукопокладений в ієромонаха.
1962 вересень — старший помічник інспектора Московської духовної академії.
1963 червень — інспектор Московської духовної академії.
4 серпня 1963 — зведений в сан ігумена із покладанням палиці та хреста з прикрасами.
Вересень 1963 — завідувач аспірантурою Московської духовної академії.
8 жовтня 1963 — зведений в сан архімандрита.
17 жовтня 1963 — секретар Комісії Священного синоду у питаннях християнської єдності.
1 жовтня 1964 — доцент.

### Архієрейство

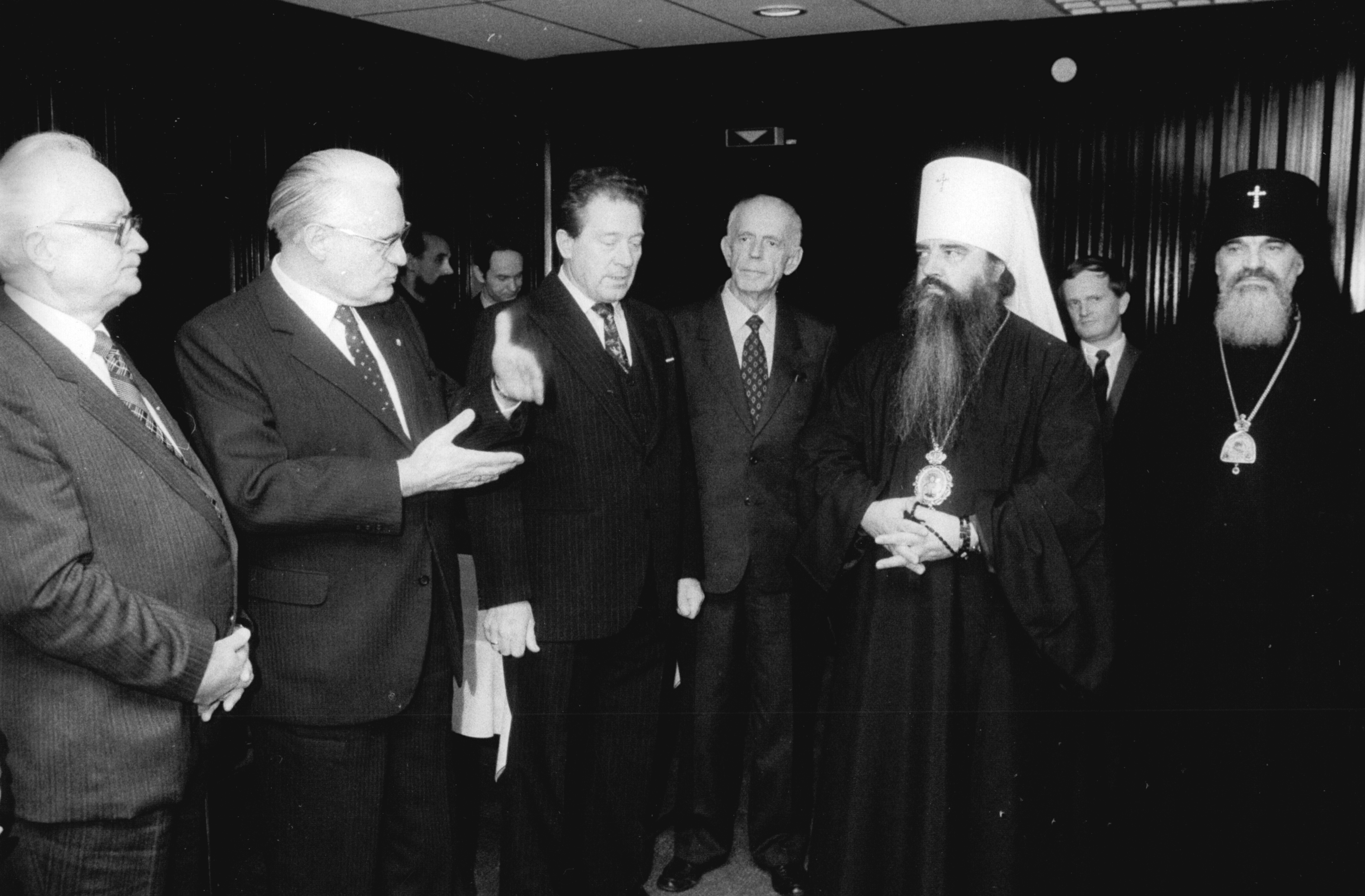
Митрополит Філарет (другий справа), Берлін, 1985 рік

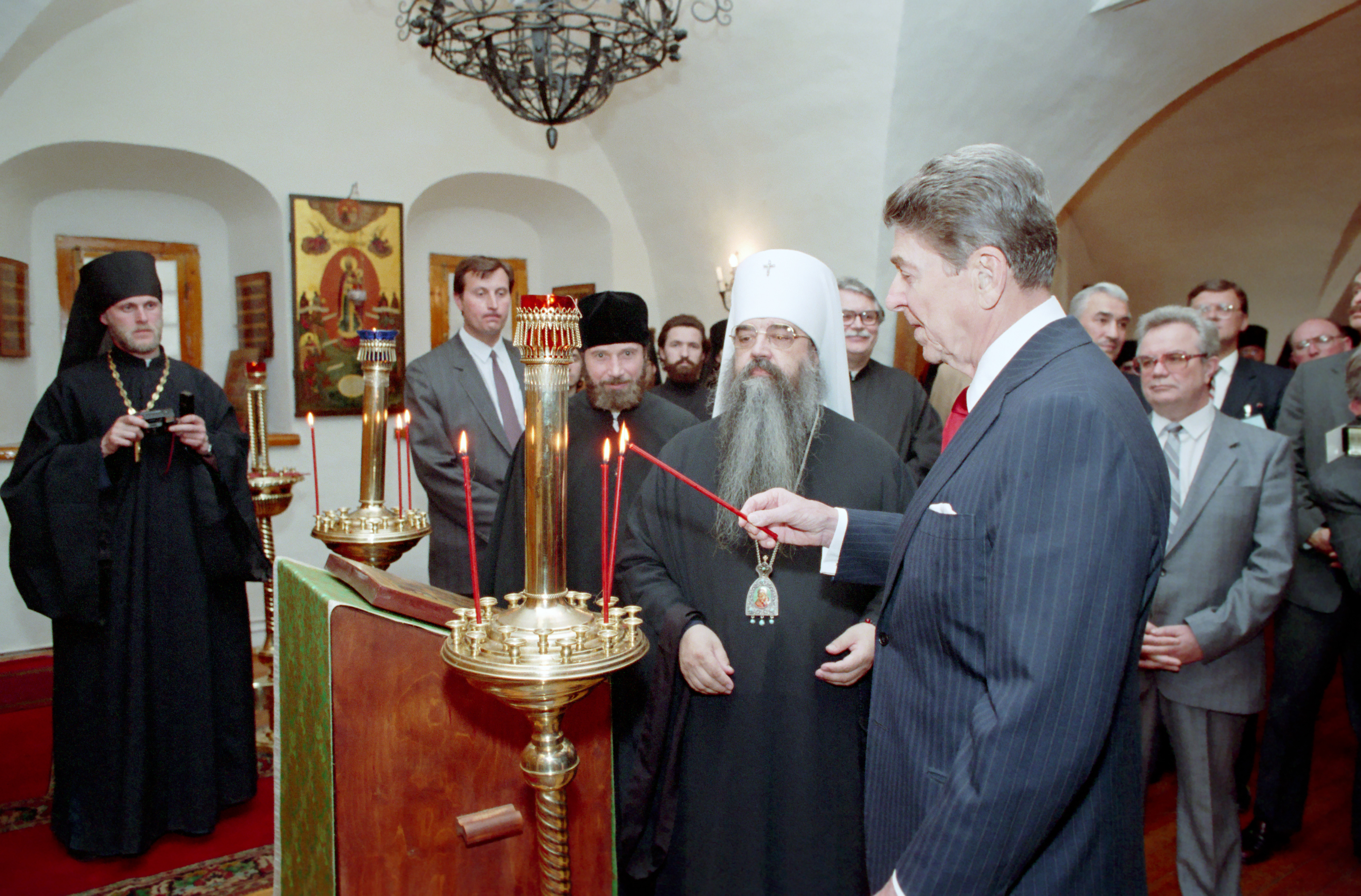
Митрополит Філарет та Рональд Рейган у Московському Даниловому монастирі. 1988 рік

8 жовтня 1965 — єпископ Тихвінський, вікарій Лєнінградської єпархії.
24 жовтня 1965 — хіротонія в єпископа.
14 травня 1966 — 18 квітня 1973 — єпископ Дмитрівський, вікарій Московської єпархії та ректор Московської духовної академії.
28 листопада 1968 — 19 жовтня 1971 — другий заступник голови відділу зовнішніх церковних відносин Московського патріархату.
20 березня 1969 — член Комісії священного синоду РПЦ у питаннях християнської єдності.
6 січня 1971 — 25 серпня 1972 — тимчасово керував Калінінською єпархією.
9 вересня 1971 — зведений в сан архієпископа.
18 квітня 1973 — 10 жовтня 1978 — архієпископ Берлінський та Середньоєвропейський, Патріарший екзарх Середньої Європи.
15 квітня 1975 — зведений в сан митрополита.
10 жовтня 1978 — митрополит Мінський та Білоруський.
12 жовтня 1978 — 28 березня 1984 — Патріарший Екзарх Західної Європи.
16 листопада 1979 — 28 березня 1984 — Тимчасово керував Корсунською єпархією.
14 квітня 1981 — 13 листопада 1989 — Голова відділу зовнішніх церковних відносин Московського патріархату.
14 квітня 1981 — як постійний член Священного Синоду Російської церкви.
22 липня 1981 — заступник голови постійної робочої президії по підготовці і проведенню ювілею 1000-ліття Хрещення Русі.
26 серпня 1981 — член Центрального комітету Всесвітньої ради церков.
1985 — правлячий архієрей Воскресенського приходу в м. Рабаті (Марокко).
26 червня 1985 — доручена архіпастирська проповідь Патріарших приходів у Фінляндії.
10 вересня 1987 — доручена архіпастирська проповідь Свято-Покровської общини в Сіднеї (Австралія).
16 жовтня 1989 — у зв'язку з утворенням нових єпархій на території Білорусі, титул змінений на «Мінський та Гродненський», призначений Патріаршим Екзархом всієї Білорусі.
1990 — голова Синоду Білоруської православної церкви.
8 травня 1990 — член Синодальної біблійної комісії.
19 липня 1990 — голова Комісії священного Синоду РПЦ по сприянню зусиль для подолання наслідків Чорнобильської АС.
18 лютого 1992 — Митрополит Мінський та Слуцький, Патріарший Екзарх всієї Білорусі.
28 грудня 1993 — голова Синодальної Богословської комісії Священного Синоду.
1993—1994— голова Комісії по христологічному діалогу нехалкідонськими церквами («Давні східні церкви»).
3 лютого 1994 — священноархімандрит Свято-Благовіщенського Ляданського монастиря (Мінська єпархія).
28 грудня 1996 — 17 липня 1997 — тимчасово управляючий Полоцької та Глубокської єпархією.
25 січня 2009 — у Москві обраний одним із трьох кандидатів на Московський патріарший престол.
27 січня 2009 взяв самовідвід, і закликав своїх прибічників віддати голоси на користь Кирилу.
червень 2009 — увійшов до першого складу Міжсоборної присутності Російської православної церкви.
5 жовтня 2011 — звільнений від посади голови Синодальної біблійно-богословської комісії.
25 грудня 2013 — пішов на покій, призначений почесним Патріаршим екзархом всієї Білорусі..

## Громадська та політична діяльність
19 грудня 1983 — обраний Головою громадської комісії радянського комітету захисту миру по зв'язках з релігійними колами, що виступають за мир.
11 жовтня 1984 — віце-президент спілки «СССР—Австрія» та заступник голови Центрального правління спілки.
23 січня 1985 — член Ради комітету захисту світу.
4 червня 1985 — віце-президент Громади «СССР—Кіпр» та член Центрального правління.
5 червня 1985— член радянського комітету за європейську безпеку та співробітництво.
30 листопада 1987 — віце-президент спілки «СССР—Греція».
28 грудня 1988— віце-президент міжнародної асоціації творчої інтелігенції «Світ культури».
8 лютого 1990 — член ради білоруського відділення Міжнародного Фонду слов'янської писемності та слов'янських культур.
17 березня 1990 — 1995 — народний депутат Верховної ради Білорусі.
25 липня 1990 — голова Комісії Верховної Ради Білорусі з питань депутатської етики.
14 лютого 1991 — Народний депутат СССР.
27 березня 2009 — на зустрічі Президента Білорусі Олександра Лукашенка з членами Синоду БПЦ заявив: «У зв'язку з виключною важливістю даної проблеми ми закликаємо ввести дієве регулювання змісту Інтернету на законодавчому рівні».

## Нагороди

### Нагороди Білорусі
- Звання «Герой Білорусі» (1 березня 2006) — за багаторічний особистий внесок у духовне відродження білоруського народу, зміцнення дружби та братських зв'язків між народами, розвиток між конфесіонального діалогу[5]
- Орден Вітчизни III ступеня (23 вересня 1998) — за великий особистий внесок у духовне відродження Білоруського народу[6]
- Орден Дружби народів (Білорусь) (18 березня 2005) — за великий внесок у зміцнення дружби братських зв'язків між народами, розвиток міжконфесіонального діалогу[7]
- Почесний Орден (жовтень 2008)[8]
- Орден Франциска Скорини (22 жовтня 2003) — за великий внесок у духовне відродження, зміцнення дружби між народами (у зв'язку із 25-річчям архіпастирського служіння на Білій Русі)[9][10]
- Медаль Франциска Скорини (14 березня 1995) — за багаторічну плідну працю по відродженню, збереженню, розвитку духовної та культурної спадщини білоруського народу[11]
- Грамота Верховної Ради Республіки Білорусь (14 березня 1995) — за плідну державну та громадську діяльність по відродженню, збереженню та розвитку духовної та культурної спадщини білоруського народу і у зв'язку з 60-річчям з дня народження[12]
- Почесна грамота Ради Міністрів Республіки Білорусь (21 березня 2000) — за великі заслуги у зміцненні дружби між народами, на честь святкування 2000-річчя християнства і у зв'язку з 65-річчям від дня народження[13]

### Російські нагороди
- Орден «За заслуги перед вітчизною» IV ступеня (29 липня 2003).
- Орден Олександра Невського (11 липня 2013).
- Орден Дружби (8 грудня 2009).

### Нагороди України
- Орден «За заслуги» III ступеня (27 липня 2013) — за вагомий особистий внесок у розвиток духовності, багаторічну плідну церковну працю і з приводу святкування в Україні 1025-річчя хрещення Київської Русі[14]

### Нагороди СССР
- Орден Дружби народів (20 березня 1985)
- Почесна грамота президії верховної ради РСФСР (3 червня 1988) '

### Нагороди Польщі
- Командор ордену Заслуги (5 жовтня 1987).

### Нагороди РПЦ
- Орден святого рівноапостольного великого князя Володимира І ступеня (1971).
- Орден преподобного Сергія Радонезького І ступеня (7 вересня 1981).
- Орден святого преподобного Серафима Саровського І ступеня (21 березня 2005)
- Орден святителя Інокентія, митрополита Московського та Коломенського І ступеня (2009)
- Орден преподобного Андрія Рубльова І ступеня (24 жовтня 2003).
- Орден святого благовірного Данила Московського І ступеня (23 листопада 1990).
- Орден святого рівноапостольного великого князя Володимира ІІ ступеня (1969)
- Орден святого Нестора Літописця І ступеня (2003).
- Право носіння панагії (2 вересня 1977)
- Пам'ятна панагія із зображенням Жировичської ікони Божої Матері (24 березня 1985)
- Іменна панагія (4 липня 1988).
- Право служіння з передносним хрестом в межах Білоруського екзархату 2010.

### Нагороди Помісних православних церков
- Орден Гробу Господнього з часткою Животворного Древа ІІ ступеня (Єрусалимська православна церква), 31 травня 1968)
- Орден святої рівноапостольної Марії Магдалини І ступеня (Польська православна церква) 1985.
- Орден святих рівноапостольних Кирила та Мефодія І ступеня (Чехословацька православна церква), 1985.

### Почесні вчені ступені
- Почесний член Лєнінградської духовної академії.
- Почесний член Московської духовної академії (7 травня 1974)
- Почесний доктор богослов'я Прешовського богословського православного факультету (Чехія), 16 березня 1982)
- Почесний доктор богослов'я Богословського факультету університету ім.. Мартіна Лютера (Галле, Німеччина, 15 листопада 1983)
- Почесний доктор богослов'я та золотий докторський ланцюг Словацького євангелічного богословського факультету (Братислава, 14 червня 1985)
- Почесний доктор богослов'я Богословського факультету ім.. Яна Амоса Коменського (Прага, 25 листопада 1986)
- Почесний доктор Білоруського державного університету (1993)
- Почесний доктор Гродненського державного медичного університету (31 травня 2001)
- Почесний доктор богослов'я Свято-Володимирської духовної семінарії та докторських хрест (Крествуд, Нью-Йорк, США, 5 жовтня 2002)
- Почесний професор Вітебського державного університету]] (14 жовтня 2002)
- Почесний доктор богослов'я Свято-Сергієвського православного богословського інституту (Париж, Франція, 11 квітня 2003)
- Почесний доктор Християнської Богословської Академії у Варшаві (28 вересня 2007)

### Звання Почесного громадянина
- Почесний громадянин міста Мінськ (2003)
- Почесний громадянин Полоцька (2004)[15]
- Почесний громадянин міста Коломна